# 新選組 (手塚治虫の漫画)
『新選組』（しんせんぐみ）は、手塚治虫による1963年発表の少年漫画。『少年ブック』（集英社）にて連載された。
1963年は新選組の100周年（浪士組の結成から100年）であった。
当初の構想では箱館戦争（五稜郭の戦い）までを描くはずだったが、人気があまり出ず、池田屋事件が起きたところで終了した。
2022年8月に歌舞伎座で歌舞伎として上演された。出演は中村歌之助と中村福之助。
2024年4月から『君とゆきて咲く～新選組青春録～』のタイトルで、テレビ朝日の「シン・時代劇」枠で実写ドラマ化されることが同年1月16日に発表された。

## あらすじ
父の仇討ちのため、助けてもらった近藤勇のいる新選組に入る深草丘十郎。鎌切大作と新選組で過ごしていくが、2人はやがて敵対することとなる。

## 登場人物
- 深草丘十郎 - 主人公。
- 鎌切大作 - 丘十郎の友人。ともに新撰組に入る。
- 近藤勇 - 丘十郎を助け、入隊をすすめる。
- 芹沢鴨 - 悪役として描かれる。
- 丘十郎の父 - 作品の冒頭で自宅にて丘十郎と製本の内職をしていたら、争いに突然巻き込まれ、斬られる。
- 坂本龍馬 - 丘十郎に敵討を止めるように話す。
- 沖田総司 - 剣の達人。
- 土方歳三
- 平山五郎
- 松永主計 - 新選組隊士だが、実は長州藩の間者。丘十郎に討たれる。
- 八重 - 松永主計の娘。
- 仏南無之介 - 松永の友人で長州の浪人。丘十郎を狙う。妖刀村雨丸を持つ。
- 内山彦次郎 - 与力。芹沢に斬られる。
- 庄内半蔵 - 土佐藩出身で丘十郎の父を斬った仇。

## テレビドラマ
『君とゆきて咲く〜新選組青春録〜』（きみとゆきてさく しんせんぐみせいしゅんろく）のタイトルで、2024年4月25日（24日深夜）から9月12日（11日深夜）までテレビ朝日系「シン・時代劇」枠で放送された。主演は前田拳太郎と奥智哉。

### キャスト

#### 主要人物
鎌切大作（かまぎり だいさく）
演 - 前田拳太郎
丘十郎とともに壬生浪士組に入隊するが、その出自は不明。
その正体は長州の間者であり、庄内とは松下村塾でともに学んだ同士である。

深草丘十郎（ふかくさ きゅうじゅうろう）
演 - 奥智哉
庄内に七也を斬り殺されたことで壬生浪士組の入隊を志願する。大作からは「丘ちゃん」と呼ばれているが、後に「丘十郎」と呼ばれるようになる。
池田屋事件の夜、大作を守るために庄内を斬ったことで本懐を遂げるが、長州の間者であった大作が七也の仇となってしまう。仇討ちを成し遂げた後も仲間の死別と離脱を経て苦悩するが、異国の文化を学ぶことに興味を持つようになる。

#### 新選組
長州藩をはじめとする討幕派を取り締まり、京都の治安を維持するために結成された壬生浪士組。後に「新選組」と改名する。
近藤勇（こんどう いさみ）
演 - 高野洸
局長。多くの隊士をまとめる器と高い剣技の持ち主。

沖田総司（おきた そうじ）
演 - 藤岡真威人
一番隊長。新撰組随一の剣の達人だが、結核を患っている。池田屋事件の際に喀血してしまい、後の土方と山南の対立の一因になる。

土方歳三（ひじかた としぞう）
演 - 阪本奨悟
副長。近藤の右腕で、鬼の副長として恐れられている。

山南敬助（やまなみ けいすけ）
演 - 永田崇人
山南隊隊長で、新撰組総長。近藤や土方とは道場時代からの親友で、知恵の面で近藤を支える。丘十郎や大作のお目付役でもある。

南無之介（なむのすけ）
演 - 羽谷勝太（幼少期：大園尭楽）
大作と丘十郎よりも一足早く壬生浪士組に加わった新人隊士で、彼らとともに山南隊に振り分けられる。新之丞はかつての乳兄弟である。

原田左之助（はらだ さのすけ）
演 - 柊太朗
十番隊長。槍の名手で、豪快でストレートな性格のため、大作からは「体力オバケ」「豪快槍」と呼ばれている。

斎藤一（さいとう はじめ）
演 - 庄司浩平
三番隊隊長。土方からは右腕として信頼されており、その刀の一閃を見たものは二度と帰らないと言われている剣の達人。寡黙な性格だが仲間想い。

松永新之丞（まつなが しんのじょう）
演 - 杢代和人（幼少期：伊達颯斗）
オリジナルキャラクター。南無之介がかつて仕えていた武家の次男。だが、安政の大獄の余波で実家が取り潰しとなり、奉公先を転々として養子に出ていた。
鵺野の養子となっていたが、彼に邪な目で見られるのを嫌ったため逃げ出した。彼の手下から追われていたところで南無之介と再会し、壬生浪士組の屯所で養生しながらそのまま隊士入りした。剣の腕は弱いが、左之助も女性と見間違えたほどの美貌の持ち主。

渋皮喜平（しぶかわ きへい）
演 - 簡秀吉
大作と丘十郎とともに壬生浪士組に入隊した新人隊士。
密かに遊女と会っていたことで長州との間者であると疑われ、真の長州藩の間者で疑われることを避けたい大作に詰められたことから粛正対象とされた。「実家に帰された」という名目でそれ以来姿を消し、大作の心に罪悪感を刻み、深い傷を残すことになる（隊士たちもほとんどが渋皮は粛正されたことを察していた）。

芹沢鴨（せりざわ かも）
演 - 三浦涼介
頭取。豪商らとは会津藩の後ろ盾を得るためという名目のもと、遊郭で毎晩飲み歩いている。派手な物を好むが本人なりに丘十郎を気に掛けており、度々諭している。
狼藉をかねてから繰り返しており、尊王攘夷派との宴会に明け暮れ、松平との謁見にも姿を見せなかったため、壬生浪士組に対して彼からの信頼が揺らぎ始めていたことから、近藤に謁見に参加するよう言われると、土方か自分のどちらかを選べと告げる。だが、近藤が土方とともに歩む道を選ぶと、鵺野の店を焼くなど謀反を起こしたため、土方たちとの斬り合いとなる（近藤と山南は参加せず）。水戸派を率いて左之助や沖田、斎藤を相手にしても引かぬ姿勢を見せたが次第に劣勢となり、土方にトドメを刺された。

#### その他
庄内玄悟（しょうない げんご）
演 - 上野凱
長州藩士。七也を斬り殺した丘十郎の敵。
幕府転覆計画の会合を行うため池田屋に潜んでいたが、乗り込んできた新選組によって長州藩襲撃が阻止され、丘十郎によって斬られる。

深草七也
演 - 戸次重幸（特別出演）
茶屋を営んでいる丘十郎の父親。店に逃げ込んできた佐幕派藩士を匿ったことで庄内に斬り殺される。

#### ゲスト

##### 第1話
山吹孫四郎
演 - 山岡樹（第2話・第4話 - 第16話・第19話・最終話）
壬生浪士組入隊志願者。

若竹庄助
演 - 飯田倫太朗（第2話・第4話 - 第17話・第19話・最終話）
壬生浪士組入隊志願者。

遊女
演 - 山口瑞姫（第3話・第7話 - 第9話）
- 松本寛也[13]（第4話 - 第6話・第8話・第10話・第11話・第13話・第16話・第17話・第19話）、細田龍之介[14]、や乃えいじ[15]（第2話）、東山龍平
- 岡優作（第2話・第3話・第6話 - 第17話・第19話・最終話）[16]、前田聖成（第2話・第4話・第10話 - 第13話・第19話・最終話）[17]、川西塁偉（第10話 - 第13話・第16話・第19話・最終話）、菊地範峻（第10話 - 第13話・第19話・最終話）、田伏柾昭（第10話 - 第13話・第16話・第19話）、森下稜稀（第2話・第4話・第6話・第7話・第9話）、堀上なおや（第2話・第4話・第6話・第7話・第9話）

##### 第2話
謎の男（坂本龍馬）
演 - 佐藤流司（第8話・第9話・第16話 - 最終話）
第8話にて坂本龍馬と判明。
- 北川裕介（第3話・第4話）、梅原勇輝[19]（第3話・第4話・第17話・第18話）、水本啓貴[20]（第4話・第10話 - 第13話・第16話・第19話・最終話）、岩下幸平[20]（第4話・第9話・第10話 - 第13話・第16話・第19話・最終話）

##### 第3話
鵺野義正（ぬえの よしまさ）
演 - 渡辺いっけい（第4話・第9話）
手広く商いをしている会津藩御用達の豪商。

##### 第4話
高木
演 - 八条院蔵人（第5話・第6話・第8話・第10話・第11話）

光永藤次
演 - 富本惣昭（第5話 - ）

##### 第6話
桂小五郎
演 - 荒牧慶彦（第10話 - 第13話・第16話 - 最終話）

松平容保
演 - 味方良介（第8話 - 第13話・第18話）
会津藩主。

- 大町悠介[24]（第7話・第9話 - 第13話・第15話・第16話・第19話・最終話）、伊藤希一[24]（第7話・第9話 - 第13話・第16話・第19話・最終話）

##### 第7話
遊女
演 - 吉田伶香（第8話・第9話）

- 和泉敬子[26]、橋本偉成[27]、住田将太[28]

##### 第8話
- 西村匡生[29]

##### 第9話
- 都々木琢己[30]（第10話 - 第13話・第16話・最終話）

##### 第10話
- 松島紫代[31]、沙倉ゆうの[31]、中原央人（第16話）、枯木隆志[32]（第11話・第12話）、谷昴[33]

##### 第11話
- 小泉敏生

##### 第12話
伊東甲子太郎
演 - 駒木根葵汰（第13話 - 最終話）
水戸で学問を修め、交渉術にも長けていることから参謀として近藤に招聘される。

鈴木三樹三郎
演 - 松本仁（第13話 - 最終話）
甲子太郎の弟。

- 増田広司

##### 第14話
- 木内義一[35]

##### 第16話
- 鈴木康平、藤木力[36]

##### 第18話
- 竹田和哲[37]

##### 第19話
西郷隆盛
演 - TAKAHIRO（特別出演）

- いわすとおる、真丸[39]、櫻井忍、村角ダイチ[40]

### スタッフ
- 原作 - 手塚治虫『新選組』[41]
- 脚本 - 坪田文[41]
- 演出 - 河合勇人[41]、上堀内佳寿也、柏木宏紀、松田礼人
- 音楽 - 桶狭間ありさ
- オープニングテーマ
  - 4月期 - キミユキ「炎」（avex trax）[42]
  - 7月期 - キミユキ「零」（avex trax）[43]
- エンディングテーマ
  - 4月期 - キミユキ「夢HANABI」（avex trax）[42]
  - 7月期 - キミユキ「凛の花」（avex trax）[43]
- 撮影 - 日下誠、惠藤学
- 助監督 - 匂坂力祥、市岡歩、宇喜田尚、六車雅宣
- シリーズ助監督 - 荒川史絵
- VFX - キルアフィルム
- 歴史監修 - 井手窪剛
- 脚本協力 - 冨安美尋
- アクション監督 - 栗田政明（倉田プロモーション）
- アクションコーディネーター - 北野淳（倉田プロモーション）
- アクション協力 - 倉田プロモーション
- ダンス振付 - TAKAHIRO
- ダンス指導 - SAHOSHIHO
- ゼネラルプロデューサー - 横地郁英（テレビ朝日）[41]
- プロデューサー - 飯田サヤカ・藤崎絵三・残間理央（テレビ朝日）、望月卓・石﨑宏哉（東映）[41]
- 協力プロデューサー - 百瀬龍介（東映）(5 -)
- 企画協力 - 手塚プロダクション
- 制作 - テレビ朝日、東映

### 放送日程
| 各話   | 放送日  | サブタイトル                            | ラテ欄 | 演出         |
| ------ | ------- | --------------------------------------- | ------ | ------------ |
| 第1話  | 4月25日 | 運命の出会い                            |        | 河合勇人     |
| 第2話  | 5月02日 | トドカヌオモイ                          |        | 河合勇人     |
| 第3話  | 5月09日 | 急接近                                  |        | 河合勇人     |
| 第4話  | 5月16日 | 号泣! 決死の奪還作戦!                   |        | 河合勇人     |
| 第5話  | 5月23日 | 振り向いてほしい、君に                  |        | 上堀内佳寿也 |
| 第6話  | 5月30日 | もうこの手を離さない                    |        | 上堀内佳寿也 |
| 第7話  | 6月06日 | 涙の告白                                |        | 上堀内佳寿也 |
| 第8話  | 6月13日 | 疑惑の愛                                |        | 上堀内佳寿也 |
| 第9話  | 6月20日 | 斬り捨てられた愛                        |        | 柏木宏紀     |
| 第10話 | 6月27日 | 君に会えて良かった                      |        | 柏木宏紀     |
| 第11話 | 7月04日 | 君に出会わなければ良かった              |        | 柏木宏紀     |
| -      | 7月11日 | 新章開幕スペシャル “あの日々をもう一度” |        |              |
| 第12話 | 7月18日 | あの輝く日々を取り戻す                  |        | 柏木宏紀     |
| 第13話 | 7月25日 | 新しい風                                |        | 松田礼人     |
| 第14話 | 8月01日 | 俺のために生きてくれ                    |        | 松田礼人     |
| 第15話 | 8月08日 | 最期の授業                              |        | 松田礼人     |
| 第16話 | 8月15日 | おかえり、つらかったね                  |        | 松田礼人     |
| 第17話 | 8月22日 | 君のために鬼になる                      |        | 柏木宏紀     |
| 第18話 | 8月29日 | 生きてさえいれば                        |        | 柏木宏紀     |
| 第19話 | 9月05日 | 2人でゆく道のこと                       |        | 柏木宏紀     |
| 最終話 | 9月12日 | 満開の花火の下で                        |        | 柏木宏紀     |

- 第13話・第14話は前日放送の『パリオリンピック応援宣言』のため10分繰り下げ、0時25分 - 0時55分の放送。
- 第15話は 前日放送の『パリオリンピック応援宣言』と『熱闘甲子園』のため40分繰り下げ、0時55分 - 1時25分の放送。
- 第16話・第17話は 前日放送の『熱闘甲子園』のため30分繰り下げ、0時45分 - 1時15分の放送。

| テレビ朝日系列 シン・時代劇                                                                                         | テレビ朝日系列 シン・時代劇                                                            | テレビ朝日系列 シン・時代劇                                               |
| 前番組 | 番組名                                                                                 | 次番組                                                                    |
| --- | -------------------------------------------------------------------------------------- | ------------------------------------------------------------------------- |
| 枠設立前につき無し                                                                                                  | 君とゆきて咲く 〜新選組青春録〜 （2024年4月25日 - 9月12日）                            | 廃枠                                                                      |
| テレビ朝日系列 木曜 0:15 - 0:45枠（水曜深夜）                                                                       |                                                                                        |                                                                           |
| チョコプランナー （2023年10月5日 - 2024年3月21日） - 【2024年4月以降、日曜 23:55枠に移行】 【ここまでバラエティ枠】 | 君とゆきて咲く 〜新選組青春録〜 （2024年4月25日 - 9月12日） - 【本作のみ連続ドラマ枠】 | ガリベンチャーV （2024年10月3日 - ） - 【再度バラエティ枠】 ※ 0:15 - 1:20 |